# Carlton Sports
Carlton Sports oder kurz nur Carlton ist ein Hersteller von Badmintonequipment.

## Geschichte
Die Firma wurde 1946 gegründet. Später wurde Carlton von Dunlop Slazenger International aus Greenville übernommen, welche mittlerweile selbst Teil von Sports World International sind. Die Forschung des Unternehmens wird im Carlton Research and Development Centre in Camberley durchgeführt. Bis in die 1980er Jahre war Carlton der führende Badmintonschlägerhersteller, später wurde das Unternehmen von Yonex von dieser Spitzenposition verdrängt. In der Kunststofffederballherstellung hat Carlton nach eigenen Angaben mehr Bälle produziert als jedes andere Unternehmen.

## Meilensteine
- erster Hersteller eines Kunststofffederballs mittels Spritzgießen
- erstmalige Verwendung einer synthetischen Basis am Federball
- erster Hersteller eines Voll-Metall-Schlägers
- erstmalige Verwendung von rostfreiem Stahl in der Schlägerherstellung
- erster Hersteller eines echten One-Piece-Rackets (Powerflo Series)
- Erfindung einer flexiblen Verbindung zwischen Schaft und Schlägergriff